# Vrély
Vrély là một xã ở tỉnh Somme, vùng Hauts-de-France, Pháp. Xã này có cự ly khoảng 25 miles (40 km) về phía tây nam của Amiens, tại giao lộ của các đường D34 và D329.

## Dân số
| 1962                                                           | 1968 | 1975 | 1982 | 1990 | 1999 |
| -------------------------------------------------------------- | ---- | ---- | ---- | ---- | ---- |
| 457                                                            | 486  | 423  | 415  | 406  | 431  |
| Số liệu điều tra dân số từ năm 1962, dân số không tính hai lần |      |      |      |      |      |